# ベンノ・フユルマン
ベンノ・フューアマン（Benno Fürmann）は、1972年1月17日生まれのドイツ出身の俳優。

## 来歴
15歳の時に両親と死別している。俳優になる前はウェイター、ドアマンといった仕事についていたが、ニューヨークに渡り、リー・ストラスバーグ演劇研究所で演技を学ぶ。その後ドイツへ戻り、1992年からドイツの映画やテレビに出演するようになる。1998年に出演した『Die Bubi Scholz Story』で実在のボクサーを演じ、注目されるようになる。2008年からは『スピード・レーサー』をはじめとして数本のハリウッド映画への出演が決まっている。

## 主な出演作品
映画
| 公開年 | 邦題 原題                                                            | 役名                               | 備考       |
| ------ | -------------------------------------------------------------------- | ---------------------------------- | ---------- |
| 2000   | アナトミー Anatomy                                                   | ハイン                             |            |
| 2000   | プリンセス・アンド・ウォリアー Der Krieger und die Kaiserin          |                                    |            |
| 2003   | 悪霊喰 The Order                                                     | イーデン                           |            |
| 2003   | 美しきイタリア、私の家 My House in Umbria                            |                                    | テレビ映画 |
| 2004   | ニーベルングの指環 Ring of the Nibelungs                             |                                    | テレビ映画 |
| 2005   | 戦場のアリア Joyeux Noel                                             | ニコラウス・シュプリンク           |            |
| 2006   | タイムクルセイド ドルフと聖地騎士団 Kruistocht in spijkerbroek       |                                    |            |
| 2006   | ストーム・シティ Die Sturmflut                                       | ユルゲン                           | テレビ映画 |
| 2007   | ミーシャ/ホロコーストと白い狼 Survivre avec les loups                | ロイヴン                           |            |
| 2008   | スピード・レーサー Speed Racer                                       | ディテクター警部                   |            |
| 2008   | アイガー北壁 Nordwand                                                | トニー・クルツ                     |            |
| 2008   | ミュータント・クロニクルズ Mutant Chronicles                         | マキシミリアン・フォン・スタイナー |            |
| 2011   | ソハの地下水道 In Darkness                                           |                                    |            |
| 2014   | 世界でいちばんのイチゴミルクのつくり方 Quatsch und die Nasenbärbande |                                    |            |
| 2015   | サバイバー Survivor                                                  |                                    |            |

テレビドラマ
- バビロン・ベルリン（2017-2020）